# Tatrahond
De Polski owczarek podhalanski of Tatrahond is een hondenras.

## Geschiedenis
De Tatrahond is nauw verwant met de kuvasz en čuvač en vermoedelijk ook met de andere grote herders van Europa. Hij stamt direct van grote Aziatische doggen af, die meer dan duizend jaar geleden naar Europa kwamen. De Tatrahond, ook wel bekend als de Owczarek Podhalański, is een ras dat zijn oorsprong heeft in Polen. Het ras is vernoemd naar het Tatra-gebergte, of specifiker naar de voet van het het tatra gebergte de Podhale. De eerste vermeldingen van witte honden in de regio van de Podhale zijn terug te vinden in XVII positie van de "Oeconomia ruralis et domestica" van Kohler. Daar wordt tevens beschreven dat het ras niet enkel bedoelt was om het vee te hoeden maar ook als (erf)waakhond voor wolven en dieven. 
Het ras heeft een lange geschiedenis die teruggaat tot de 14de eeuw en het is een van de oudste herdershondenrassen ter wereld. Tijdens de Eerste Wereldoorlog werden veel Tatrahonden gebruikt door het leger van Polen als waakhonden en bij het begeleiden van troepen. Na de oorlog raakte het ras echter in verval en bijna uitgestorven. Een kleine groep enthousiaste fokkers wist echter te voorkomen dat het ras uitstierf en sindsdien is de populariteit van de Tatrahond weer toegenomen. Vandaag de dag wordt de Tatrahond nog steeds gebruikt als herdershond in Polen, maar het ras is ook populair geworden als huisdier vanwege zijn beschermende en loyale karakter.
Het ras is nu erkend door vele internationale organisaties en wordt gewaardeerd om zijn natuurlijke instincten als waakhond en om zijn aanhankelijke aard als gezinshond. De Tatrahond blijft een geliefd ras over de hele wereld en is nog steeds nauw verbonden met de geschiedenis en cultuur van Polen.

## Beschrijving
De Tatrahond heeft middelgrote, driehoekige oren, die hoog aangezet zijn. Zijn witte vacht is halflang en hij heeft een goed ontwikkelde ondervacht. Reuen bereiken een schofthoogte van 65 - 70 centimeter en teven een schofthoogte van 60 - 65 centimeter en een gewicht van respectievelijk 60 en 45 kilogram. De staartdracht is gebogen over de rug.

## Gebruiksdoel
De Tatrahond wordt in Polen als beschermhond en waakhond ingezet. Als familiehond doet hij het ook zeer goed. Zijn opvoeding is niet eenvoudig, hij is pas met drie jaar volwassen.
Australian stumpy tail cattle dog ·
Australische herder ·
Australische veedrijvershond ·
Bearded collie ·
Beauceron ·
Belgische herder ·
Bergamasco ·
Berghond van de Maremmen en Abruzzen ·
Bobtail ·
Boheemse herder ·
Bordercollie ·
Bouvier des Ardennes ·
Bouvier (des Flandres) ·
Briard ·
Ca de bestiar ·
Cão da Serra de Aires ·
Cão de fila de São Miguel ·
Catalaanse herder ·
Ciobanesc romanesc carpatin ·
Ciobanesc romanesc mioritic ·
Duitse herder ·
Hollandse herder ·
Karpatische herdershond ·
Kelpie ·
Komondor ·
Kroatische herder ·
Kuvasz ·
Lancashire heeler ·
Miniature American Shepherd ·
Mudi ·
Picardische herdershond ·
Polski owczarek nizinny ·
Puli ·
Pumi ·
Pyrenese herdershond ·
Saarlooswolfhond ·
Schapendoes ·
Schipperke ·
Schotse herdershond ·
Sheltie ·
Slovenský čuvač ·
Tatrahond ·
Tsjecho-Slowaakse wolfhond ·
Welsh corgi Cardigan ·
Welsh corgi Pembroke ·
Zuid-Russische owcharka ·
Zwitserse witte herder